# NGC 1207
NGC 1207 je galaksija u zviježđu Perzej.

## Vanjske poveznice
- SEDS: NGC 1207